# Prelude to Monolith
Prelude to Monolith ist ein Album des belgischen Funeral-Doom-Projektes Until Death Overtakes Me.

## Geschichte
Musik und Texte zu Prelude to Monolith, dem dritten Albums von Until Death Overtakes Me, wurden von Stijn van Cauter zwischen Juni 2001 und November 2002 geschrieben. Mit Marche Funèbre adaptierte er den Trauermarsch aus der Klaviersonate Nr. 2, op. 35, von Frédéric Chopin aus dem Jahr 1839. Eine längere Version des Stücks erschien auf der folgenden Veröffentlichung Interludium I. Zwischen April und Dezember des Jahres 2002 spielte er Prelude to Monolith in seinem Heimstudio Templa Libitina ohne externen Produzenten ein. Die Abmischung fand im belgischen CCR Studio in Zulte statt. Zum Verlag des Albums ging van Cauter eine Kooperation mit dem finnischen Doom-Metal-Label Firebox Records ein. Van Cauter äußerte sich zu späteren Veröffentlichungen darüber, den Druck durch die größere Öffentlichkeit als unangenehm empfunden zu haben. Im Jahr 2007 galt das Album mit einer Auflage von 1500 Exemplaren als ausverkauft. Van Cauter vertrieb das Album weiter als Musikdownload.

## Albuminformationen
Prelude to Monolith ist das dritte Studioalbum der Band. Das 2003 erstmals veröffentlichte Album enthält 5 separate Stücke, die eine Gesamtspielzeit von 1:08:00 Stunden haben.

### Titelliste
1. Prelude to Monolith: 02:25
2. Missing: 21:45
3. Absence of Life: 15:21
4. Slip Away: 19:44
5. Marche Funèbre: 08:45

### Stil
Die Musik ist, dem Werk von van Cauter entsprechend, minimalistisch und langsam. 

„Oooohh man .... das ist jaaa laaaanngsaaaamm!!!“

Prelude to Monolith gilt als Veröffentlichung des Funeral Doom mit deutlichem Einfluss aus dem Ambient. Entsprechend generierte Stephen Burrell in seiner für Doom-Metal.com verfassten Rezension den Terminus „Ambient Doom“ zur Kategorisierung der Musik. Das Gerüst der Musik ist ein repetitiver Aufbau aus massiv verzerrten und tief gestimmten Gitarren, die einzelne Riffs lang aushallen lassen, düster stimmungsvollen Keyboard- und Synthesizerspuren, etwas Melodie hinzufügen, sowie feierlicher behäbige Rhythmen und gequältes tiefes Growling, das nur wenige Worte vorträgt.

## Wahrnehmung
Das Album begründete durch die Kooperation mit Firebox Records die Popularität des Projektes. Auch folgte der Veröffentlichung die Wahrnehmung von Until Death Overtakes Me als Hauptprojekt von Stijn van Cauter. Als eines der kreativsten und besten des Jahres, verkörpere Prelude to Monolith ein „reines Gefühl der Verlassenheit und eine dunkle und immense Depression“.